# Chemillé-sur-Dême
Chemillé-sur-Dême település Franciaországban, Indre-et-Loire megyében. Lakosainak száma 707 fő (2022. január 1.). Chemillé-sur-Dême Épeigné-sur-Dême, Les Hermites, Montrouveau, Marray, Neuvy-le-Roi, Villedieu-le-Château és Beaumont-Louestault községekkel határos.

## Népesség
A település népességének változása:
| Lakosok száma | 800  | 644  | 585  | 648  | 699  | 713  | 719  | 729  | 722  | 707  |
|               | 1968 | 1982 | 1990 | 2006 | 2013 | 2015 | 2017 | 2019 | 2020 | 2022 |

## Híres személyek
- itt született Jean Raspail (1925–2020) francia író, utazó